# Amauriciens
Les Amauriciens, disciples du théologien et philosophe Maître Amaury de Bène furent, à Paris au début du XIIIe siècle, les tenants et propagateurs d'un mouvement religieux voisin du panthéisme. L'éradication de leur mouvement (1210) est le premier cas documenté de répression violente de l'hérésie  par la Faculté de théologie catholique de Paris.

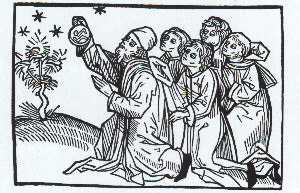
Aristote et ses disciples, à genoux, étudiant les merveilles de la nature (gravure médiévale). L'œuvre d'Aristote, dont Amaury de Bène fut un commentateur inspiré, fut frappée d'interdit par l'Église en 1215, 5 ans après l'éradication des Amauriciens.

## Les débuts
Les propagateurs de la croyance amauricienne furent d'abord des clercs catholiques, résidant à Paris, (comme David de Dinant, et Ortlieb de Strasbourg (en)), qui avaient sans doute en outre étudié les théories millénaristes de Joachim de Flore.
Au début du 13e siècle à Paris, quatorze prédicateurs amauriciens répandaient la notion que « Dieu et l'Univers ne sont qu'un, que Dieu est tout, et que tout est Dieu ». Les Amauriciens pensaient aussi que « après l'Âge de Dieu le Père (l'Âge des Patriarches) et l'Âge du Fils (la Chrétienté) viendrait un âge nouveau, celui du Saint-Esprit... ». Selon eux, le Saint-Esprit devait « s'incarner en chaque être humain, à qui il montrerait personnellement la voie à suivre pour accéder à la sainteté... ». En conséquence, les « Sacrements de l'Église, de même que les lois religieuses ou humaines pouvaient être rejetés puisqu'ils étaient inutiles... ». Ces notions amenaient les nouveaux convertis à abandonner les commandements de l'Église et les règles de la morale sociale établie. Par ailleurs les Amauriciens pensaient que « ceux en qui le Saint-Esprit s'était déjà établi (les Illuminés) jouissaient de la félicité suprême sur terre ». Cette illumination se manifestait par l'abandon des vertus cardinales, qui « maintenaient l'âme dans l'obscurité de l'ignorance », et la recherche de « la lumière du savoir positif ». Pour les Amauriciens, « le Savoir était donc l'équivalent du Paradis, et l'Ignorance l'équivalent de l'Enfer... ».
Les Amauriciens, parmi lesquels se rencontraient de nombreux clercs et prêtres, purent diffuser leurs croyances pendant quelques années sans être inquiétés par les autorités religieuses.

## La répression

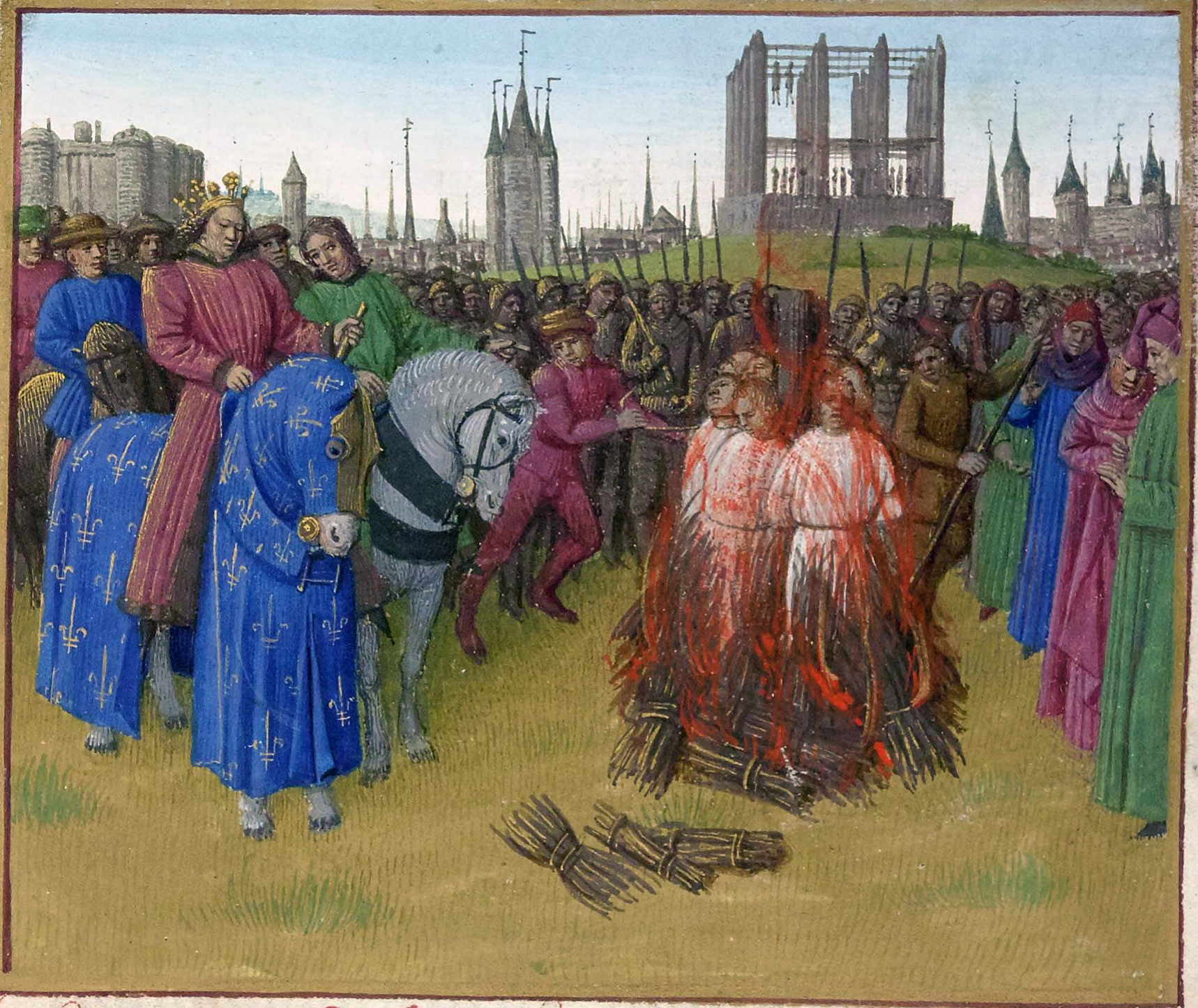
L'exécution des Amauriciens représentée par Jean Fouquet dans une enluminure ornant les Grandes Chroniques de France, Bibliothèque nationale de France, XVe siècle.

En 1210, Pierre, évêque de Paris et le Chevalier Guérin, conseiller du roi Philippe II Auguste, eurent connaissance, par un espion, de l'existence des Amauriciens. Les autorités séculières et religieuses s'alarmèrent de leurs croyances dont ils craignirent (comme pour le catharisme et le bogomilisme) les effets sur le corps social. Les prédicateurs amauriciens et leurs prosélytes furent arrêtés, soumis à une enquête et jugés par un Concile d'évêques et de Docteurs de l'Université de Paris. Les juges pardonnèrent aux néophytes (parmi lesquels il y avait beaucoup de femmes) mais quatre des principaux prédicateurs furent emprisonnés à vie, et dix autres (ceux qui avaient refusé de reconnaître toute erreur) furent dégradés en public et livrés au bras séculier pour être brûlés vifs. L'exécution eut lieu en novembre 1210, à Champeaux, hors les murs de Paris.
Amalricus (qui était mort vers 1209) ne fut pas exclu de la répression : il fut associé à la condamnation de ses disciples, excommunié, exhumé, et ses restes furent jetés en terre non consacrée.
La vigilance de l’Église ne s'apaisa pas avec le temps. Ainsi en 1215 les écrits d'Aristote, dont la philosophie naturelle avait, pensait-on, servi de base à la réflexion des Amauriciens, furent frappés d'interdit total : leur lecture fut prohibée aussi bien en public qu'en privé.

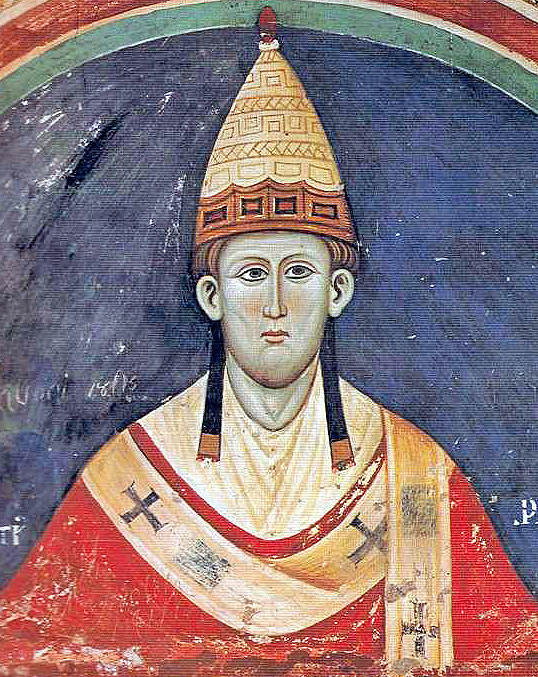
Le pape Innocent III (1198-1216) proclama plusieurs croisades : la IVe (qui aboutit en fait au sac de Constantinople en 1204) et les croisades contre les Albigeois et contre les Almohades. Il convoqua aussi le Concile du Latran IV (1215), à l'issue duquel il jeta l'anathème sur les cathares et les amauriciens.

Lors du Concile du Latran IV (1215), le pape Innocent III condamna encore la doctrine amauricienne, la stigmatisant cependant comme « folie plutôt qu'hérésie », et il étendit son anathème au catharisme. Quant au dogme de la  transsubstantiation, le concile l'affirma nettement.

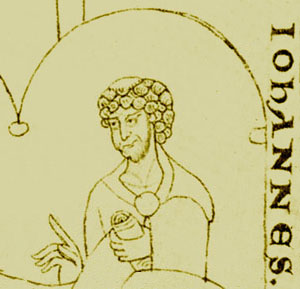
Johannes Scotus Erigenus (810? -876).

En 1225 le pape Honorius III condamna le De Divisione Naturæ de Jean Scot Érigène : l'œuvre (écrite vers 850) aurait pu être à l'origine de la réflexion d'Amauric de Bène, en particulier en ce qui concerne la croyance en l'apocatastase...
Le courant amauricien survécut cependant, et ressurgit sous une forme voisine : le mouvement des Frères du Libre-Esprit.